# 大邱消防安全本部
大邱消防安全本部（テグしょうぼうあんぜんほんぶ）は、大韓民国大邱広域市を管轄区域とする消防本部である。住所は大邱広域市北区七星二街302-142番地。

## 沿革
- 1981年7月1日 - 大邱消防本部設置。
- 1995年3月1日 - 達城郡を慶尚北道消防本部から編入
- 1995年12月5日 - 消防航空隊設置。
- 2008年12月29日 - 大邱市民安全テーマパーク開館[1]。
- 2009年11月10日 - 消防安全本部に改称。

## 本部組織
- 消防安全本部長（消防准監）
  - 消防行政課（課長は地方消防正。以下同じ）
  - 予防安全課
    - 大邱市民安全テーマパーク：2003年に起きた大邱地下鉄放火事件を教訓として、大邱市民の安全の大切さに対する意識向上のために作られた仮想体験よる消防防災教育施設。

  - 現場対応課
  - 119総合状況室（室長は地方消防正）
  - 119特殊救助団（団長は地方消防正）
    - 消防航空隊

  - 消防監査担当官（地方消防正）

## 消防署
大邱消防安全本部には8消防署のもと、48の119安全センター、10救助隊、7救急隊がある。

### 組織
- 署長(地方消防正)
  - 消防行政課（課長は地方消防領。以下同じ）
  - 予防安全課
  - 対応救助課
  - 現場指揮団（団長は地方消防領）
  - 119安全センター（センター長は地方消防警または地方消防尉）
  - 119救助隊（隊長は地方消防警または地方消防尉）
  - 119救急隊（隊長は地方消防警または地方消防尉）

### 消防署一覧
各消防署及び所属119安全センターの名称は以下の通り。
| 消防署         | 119安全センター                                  |
| -------------- | ------------------------------------------------ |
| 大邱中部消防署 | 南山、西門路、大新、大明、三徳、鳳徳、明徳、聖明 |
| 大邱東部消防署 | 新川、東村、安心、不老、公山、栗下               |
| 大邱西部消防署 | 坪里、梨峴、飛山、内唐、邑内、太田、琴湖、東川   |
| 大邱北部消防署 | 七星、魯院、砧山、大賢、無怠、山格               |
| 大邱寿城消防署 | 凡勿、晩村、黄金、上洞、寿城、孤山、武烈路       |
| 大邱達西消防署 | 月城、松峴、本里、桃原                           |
| 大邱達城消防署 | 玄風、論工、花園、求智                           |
| 大邱江西消防署 | 多斯、城西、竹田、大泉、梅谷                     |